# Hivernage de la flotte ottomane à Toulon

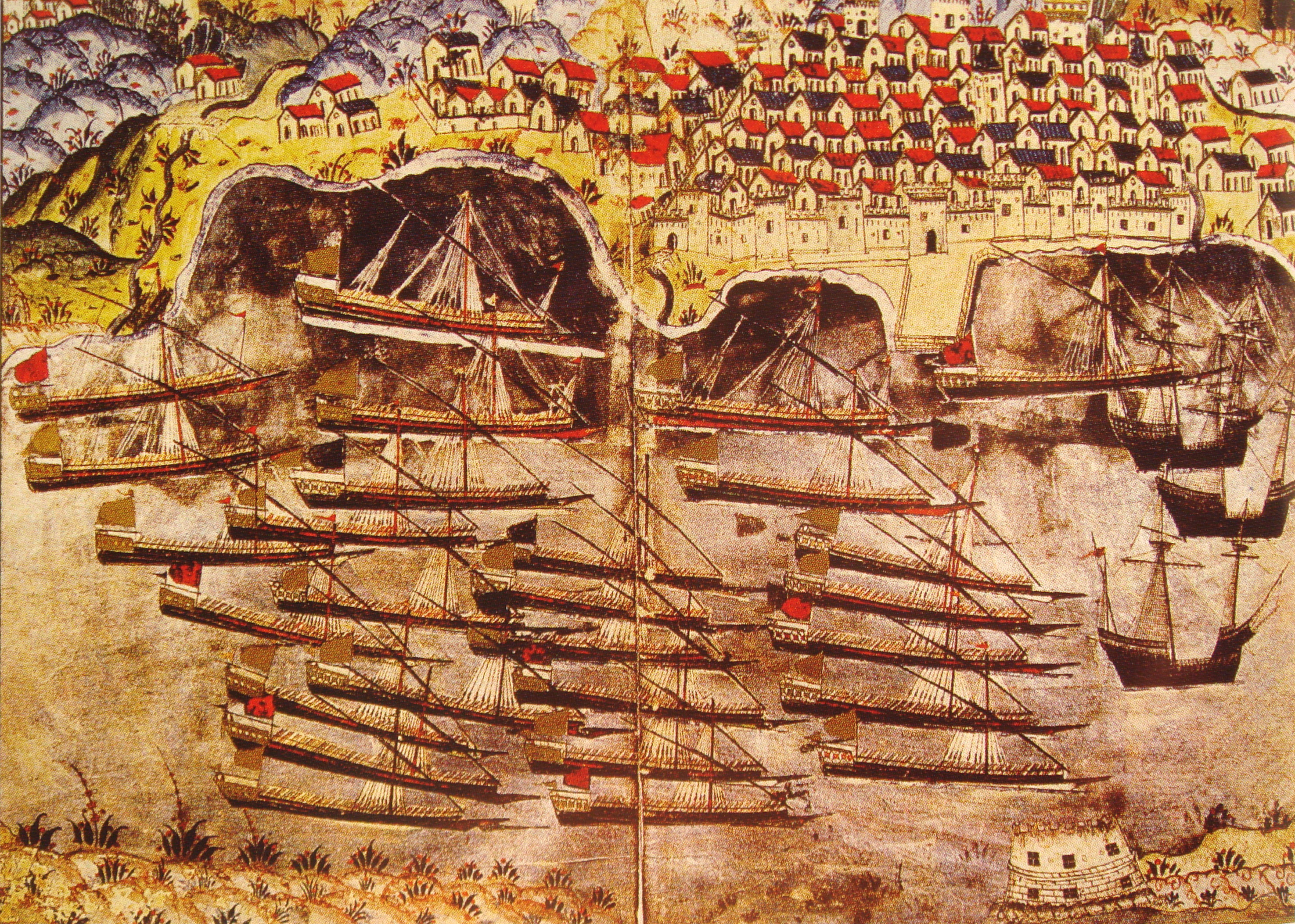
La flotte barbaresque hivernant dans le havre à Toulon en 1543, par Matrakçı Nasuh. En bas à droite, on voit la Tour royale, alors récemment construite en 1514.

L'hivernage de la flotte ottomane à Toulon est un épisode de l'alliance franco-ottomane qui eut lieu pendant l'hiver 1543–1544, au cours duquel François Ier invita la marine ottomane à hiverner dans la rade de Toulon. Il survint immédiatement après le siège de Nice par les forces franco-ottomanes.

## Séjour à Toulon des forces ottomanes
François Ier offrit cet hivernage à Khayr ad-Din Barberousse, alors beylerbey d'Alger, pour que les Ottomans puissent continuer à harceler le Saint-Empire romain germanique, et particulièrement les côtes de l'Espagne et de l'Italie, ainsi que la communication entre les deux pays.
Pour éviter les incidents, seuls les hommes furent autorisés à demeurer en ville : leurs familles durent se disperser à la campagne. Pour ce désagrément, François Ier indemnisa les Toulonnais, les exemptant de la taille pendant dix ans.
Pendant cet hivernage, les équipages ottomans, en majorité chrétiens (principalement grecs) furent cantonnés sous tente au Mourillon où l'Eygoutier arrosait leurs potagers et où ils enterrèrent leurs morts,. Selon un témoin « à voir Toulon, on pourrait s'imaginer à Constantinople ». Selon l'historien Jean Bérenger, « les Provençaux furent finalement surpris par la discipline des Turcs et l'on note un début de fraternisation entre Chrétiens et Musulmans, en dépit d'incidents mineurs ».
En outre, cet hiver-là, des corsaires barbaresques firent escale à Toulon au cours de leurs attaques contre l'Espagne et l'Italie sous la direction de l'amiral Salih Reis, futur beylerbey d'Alger. Leurs escadres firent des raids sur Barcelone, San Remo, Borghetto Santo Spirito et Ceriale en Italie, et repoussèrent, au bénéfice des Français, les attaques navales des Génois et des Espagnols. Durant cet hiver, les Toulonnais purent acquérir des esclaves chrétiens orientaux, razziés dans les possessions génoises et vénitiennes.

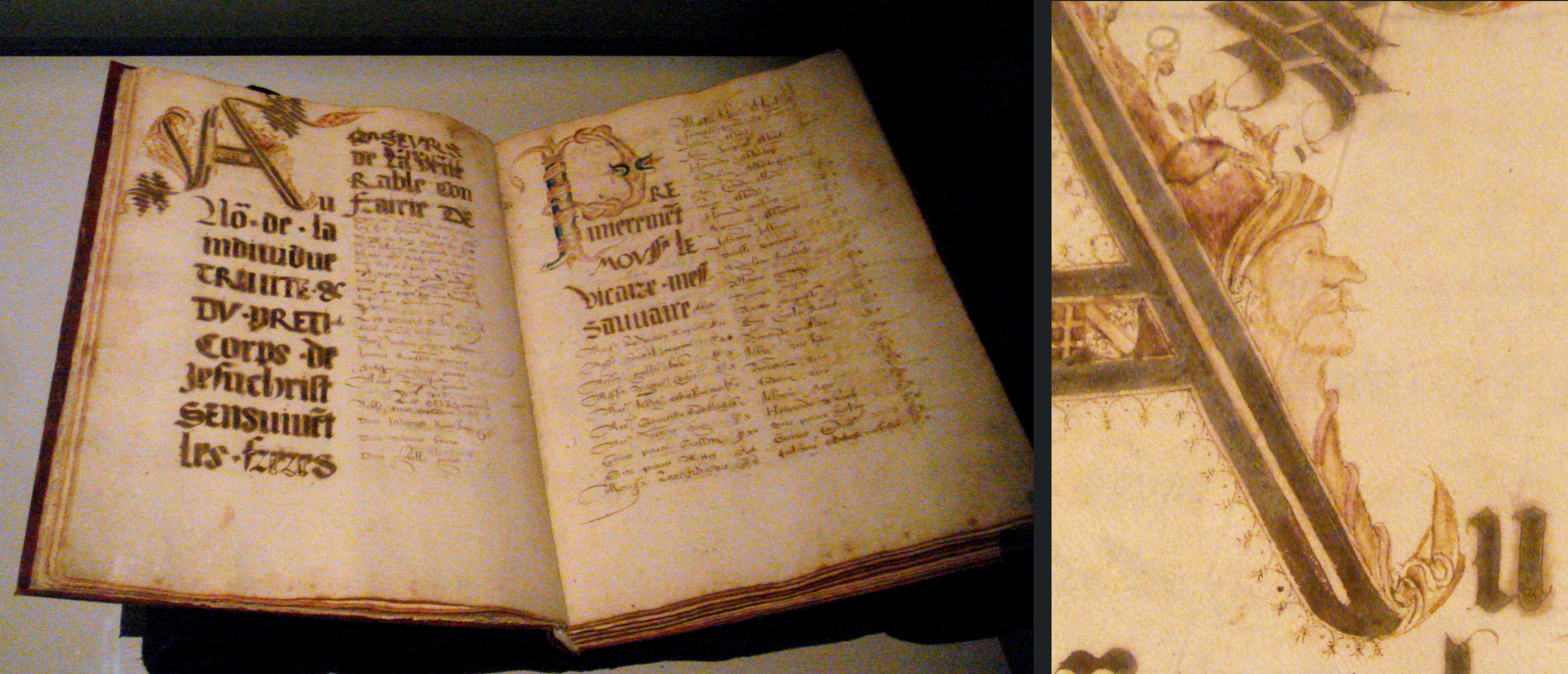
Cartulaire de la confrérie du Corpus Domini, 1550–1620, avec enluminure de tête ottomane sur la lettre A (Toulon, 1550)[12].
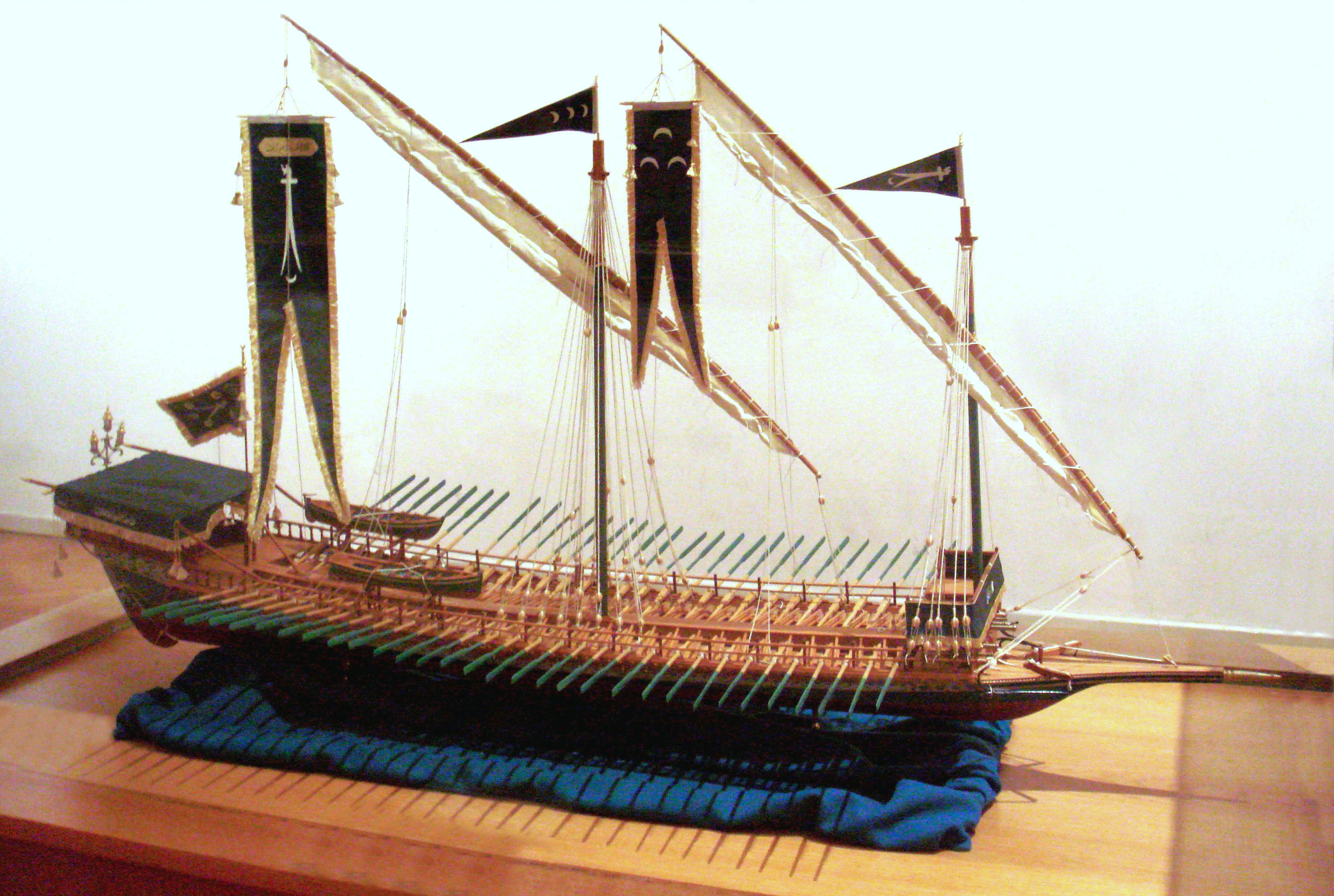
Maquette de la galère de Khayr ad-Din Barberousse pendant son escale en France, 1543. Musée naval d'Istanbul.
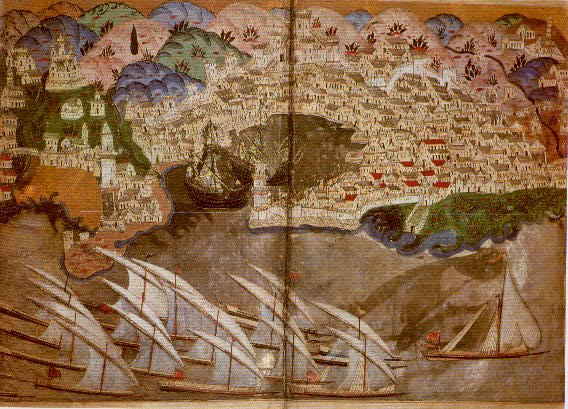
La flotte de Barberousse devant Gênes en 1544.